# Neobolusia
Neobolusia es un género de orquídeas perteneciente a la subfamilia Orchidoideae. Es nativo de Tanzania y sur de África.

## EspeciesNeobolusia
A continuación se brinda un listado de las especies del género Neobolusia aceptadas hasta mayo de 2011, ordenadas alfabéticamente. Para cada una se indica el nombre binomial seguido del autor, abreviado según las convenciones y usos y la publicación válida.
1. Neobolusia ciliata Summerh., Kew Bull. 11: 217 (1956).
2. Neobolusia stolzii Schltr., Bot. Jahrb. Syst. 53: 482 (1915).
3. Neobolusia tysonii (Bolus) Schltr., Bot. Jahrb. Syst. 20(50): 5 (1895).